# Astylosternus
Astylosternus é um género de anfíbios da família Arthroleptidae. Está distribuída pela região da Serra Leoa, República Centro Africana e República Democrática do Congo, estando ausente do Gana.

## Espécies
- Astylosternus batesi (Boulenger, 1900)
- Astylosternus diadematus Werner, 1898
- Astylosternus fallax Amiet, 1978
- Astylosternus laurenti Amiet, 1978
- Astylosternus montanus Amiet, 1978
- Astylosternus nganhanus Amiet, 1978
- Astylosternus occidentalis Parker, 1931
- Astylosternus perreti Amiet, 1978
- Astylosternus ranoides Amiet, 1978
- Astylosternus rheophilus Amiet, 1978
- Astylosternus schioetzi Amiet, 1978